# .NET Micro Framework
.NET Micro Framework — реализация платформы Microsoft .NET для встраиваемого применения в 32- и 64-разрядных микроконтроллерах. В настоящее время реализована на микроконтроллерах с архитектурой ARM7, ARM9 и Blackfin. Не требует наличия ОС.
Текущая версия 4.4. В качестве среды разработки используется Microsoft Visual Studio. Поддерживается единственный язык программирования C#. Для разработки в .NET Micro Framework 4.4 требуется как минимум Microsoft Visual Studio 2015.

## Графика
Поддерживается работа с цветными изображениями и сенсорными multitouch-экранами.
Работа с графикой осуществляется в одном из двух возможных режимов: простейшего использования графических примитивов и использования упрощённой реализации Windows Presentation Foundation (WPF).
В первом случае для вывода изображения на экран используется объект-изображение, расположенный в оперативной памяти, на котором программно «рисуются» графические примитивы. Вывод этого изображения на экран осуществляется с помощью вызова соответствующего метода объекта.
При использовании WPF частично реализованы такие принципы этого подхода, доступного для персональных компьютеров, как возможность использования элементов управления, а также вложенность элементов управления. Для работы с текстом используются шрифты TinyFnt, которые можно получить из шрифтов TrueType и OpenType с помощью утилиты TFConvert, входящей в состав SDK .NET Micro Framework.
Для работы с сенсорными экранами все элементы управления обладают возможностью обрабатывать события касания и движения стилуса. Реализован элемент управления, позволяющий рисовать на экране стилусом/пальцем, а также способный распознавать простейшие жесты стилуса.

## Сетевые возможности
Стек протоколов TCP/IP реализован полностью. Поддерживаются Ethernet и WiFi (802.11a, b, g, n), также планируются реализации работы GSM, CDMA, 3G, возможно, WiMAX.  Настройка сетевого интерфейса осуществляется с помощью утилиты MFDeploy, входящей в состав SDK .NET Micro Framework.
Программный интерфейс позволяет работать с настройками проводной и беспроводной сети, обращаться к DNS, передавать и принимать сообщения с помощью сокетов.

## Отладочные платы
Основные производители отладочных плат для .NET Micro Framework — компании GHI Electronics, Device Solutions и AUG Electronics. GHI Electronics предлагает отладочные платы Embedded Master Development System, основанные на микроконтроллерах ARM7 производителя NXP, работающие на тактовой частоте 74 МГц. Компания Device Solutions выпускает отладочные платы серии Tahoe, основанные на применении микроконтроллеров iMXS производителя FreeScale с ядром ARM9 и тактовой частотой 100 МГц. AUG Electronics выпускает самые производительные (на данный момент) отладочные платы на основе микроконтроллеров ARM9 с тактовой частотой 200 МГц.
Все последние модели отладочных плат указанных производителей оснащены цветным сенсорным экраном, сетевым интерфейсом Ethernet, устройством чтения карт памяти SD.